# Anton Solomoukha
Anton (Anatole) P. Solomoukha (ukrainien : Антон Соломуха, né le 2 novembre 1945 à Kiev, en Ukraine, et mort le 21 octobre 2015 à Paris,) est un artiste et photographe français d'origine ukrainienne, membre étranger de l'Académie ukrainienne des arts. Depuis 1980, il travaille comme artiste peintre dans le domaine de la figuration narrative.
En l'an 2000, il développe des projets photo. Connu comme l'inventeur d'un nouveau genre dans la photographie contemporaine : la « photo peinture », associant l'image photographique avec la recherche picturale dans ses mises en scène multi-figures.

## Biographie
Né dans une famille de l'intelligentsia soviétique. Son père, Pavel Davidovich Solomoukha, un vétéran de la Seconde Guerre mondiale, est nommé, en 1943, inspecteur des cadres pédagogiques d’Ukraine au sein du Secrétariat de N.S. Khrouchtchev. Sa mère, Galina Von Krigin, était enseignante.
À la fin de ses études secondaires et de son service militaire obligatoire, il entre à l’Institut des Beaux-Arts de Kiev, et à la faculté de Restauration des icônes ou il se familiarise avec la philosophie et la religion.
En 1971 A. Solomukha est admis dans l’atelier de l’académicien T. Yablonska.
En 1973 il obtient son diplôme de peintre monumentaliste.
Sa vision du monde est formée sous l'influence de maîtres comme le scénographe Misha Frenkel, le réalisateur Sergueï Paradjanov, l'écrivain Victor Nekrasov... etc.
En 1971, naissance de sa fille Kristina.
De 1975 à 1978 sa créativité et son désaccord avec la censure politique attirent l'attention des autorités. Il est convoqué au KGB à plusieurs reprises.
En 1978, il décide d'émigrer en France. Il vit et travaille à Paris depuis cette époque.

## Son œuvre

### Peinture

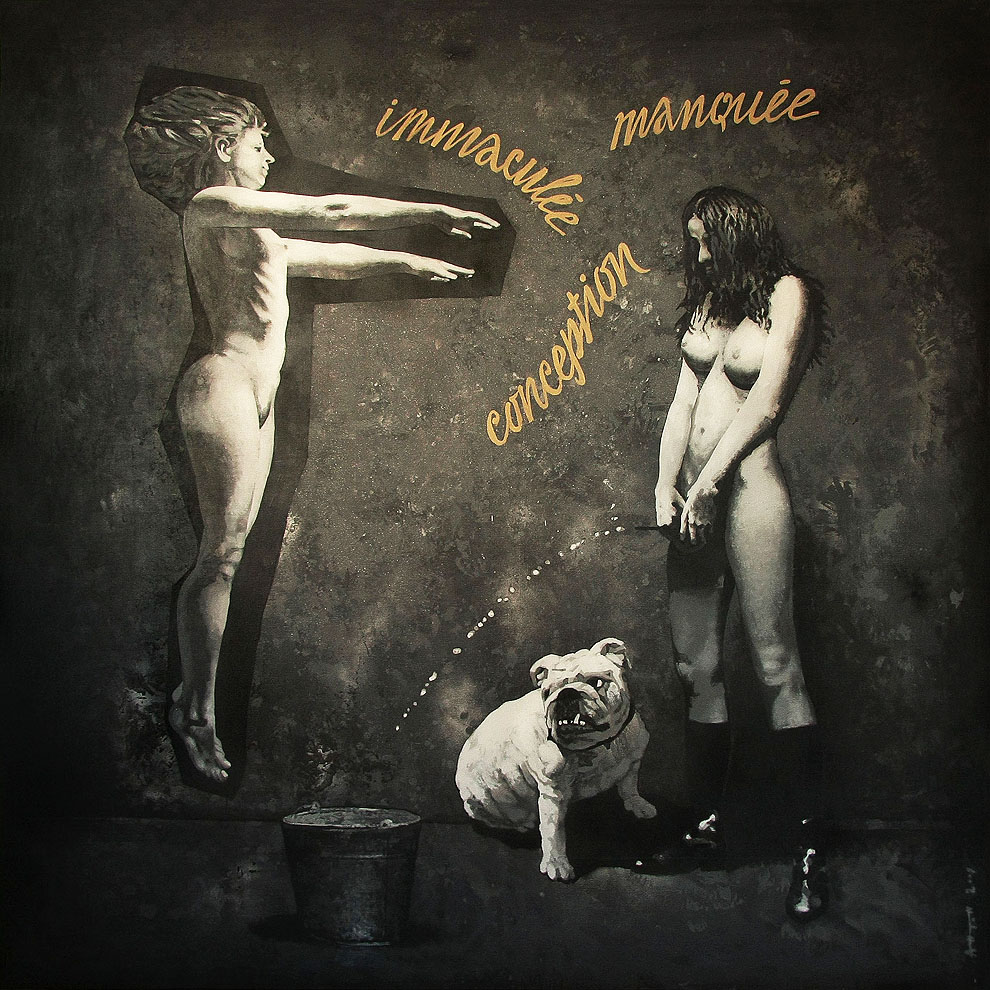
Les mythes et les limites. Immaculée conception manquée. 179x179cm.

De 1978 à 1980, commence une période d'expérimentation de différentes techniques et de différents systèmes de formules esthétiques. Un voyage aux États-Unis devient un moment décisif dans sa création artistique. 1980 - Expositions à New York, Boston, Cleveland, Washington et Philadelphie. En 1981, 1982, 1983, invité par le violoniste Gidon Kremer, il participe comme scénographe au Festival de musique de chambre (Lockenhaus kammermusikfest).
L'influence de la musique classique, les rencontres avec des grands musiciens ont laissé ses empreintes dans les tableaux de cette période.
En 1985, le projet «Les Grands Mythes» attire l'attention du galeriste de Cologne Th. Krings-Ernst, avec qui Solomoukha expose régulièrement jusqu’en 1989.
En 1988, 2 tableaux sont acquis par le Musée Ludwig, pour la « Collection française ».
Jusqu’en 2002, les projets importants dans la peinture de A. Solomukha, comme Boxers, Mechanical Toys, Les mythes et les limites, Jazz sont caractérisés par la recherche formelle des moyens expressifs, par l’opposition des différentes structures de la pensée et par son obsession du paradoxe. Ses positions idéologique, esthétique et éthique sont formées sous l'influence des critiques d'Art Bernard Lamarche-Vadel et Michel Enrici.

### Photographie

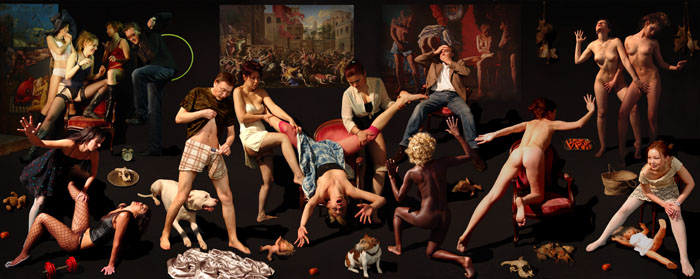
Petit Chaperon Rouge visite le Grand Louvre. 72 × 180. 2008г. Nicolas Poussin. L'enlèvement des Sabines

À la recherche de nouveaux moyens d'expression, d’un nouveau langage visuel, le peintre A. Solomukha est de plus en plus attiré par la photographie. En 1990 il se lie d'amitié avec Robert Doisneau.
Depuis 2002 la photographie devient la sphère principale de sa créativité. En 1995 durant certain temps il travaille le dessin de nu avec Henri Cartier-Bresson. Ces deux rencontres influencent son décision de se consacrer à la photographie.
Les premières séries La fille au bilboquet, Les sexes des Anges, I Fuck Your TV sont caractérisées par le choix d'un espace fermé et d'un arrière-plan foncé. La présence de miroirs, comme dans « un personnage complémentaire » pour la construction de sujet, soit ironique, soit poétique, prend ses racines dans les mythes historiques et les sujets bibliques.
L’idée fixe de ces projets devient un rejet des thématiques sociales, temporelles. La relation à la peinture apparaît de plus en plus et devient le thème principal d'une série de photos-compositions monumentales, Le Petit Chaperon rouge visite le Louvre.

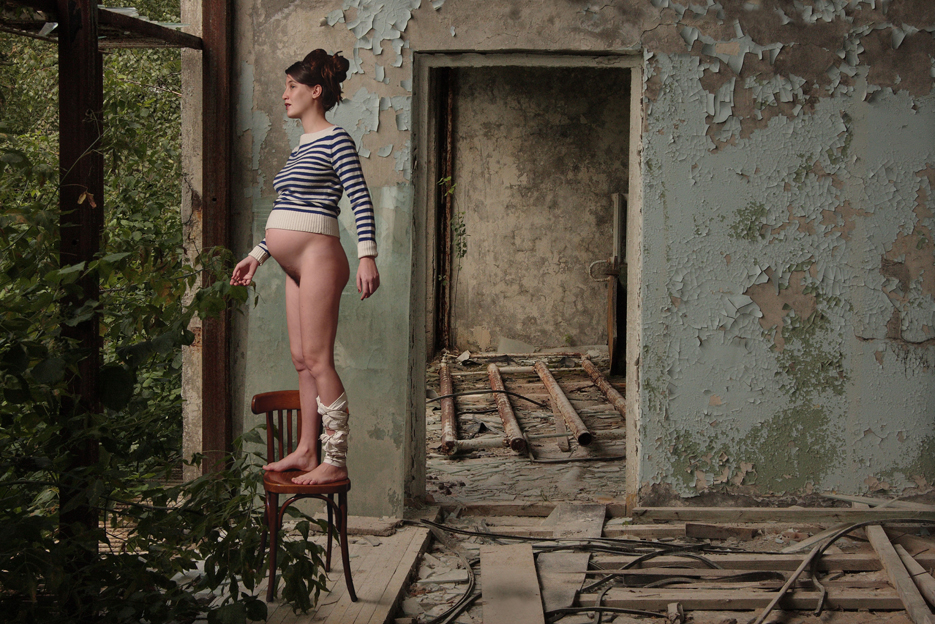
Mona Lisa di Antonio Maria (Antonmaria) Gherardini del Giocondo

Bien que ces grandes compositions carrées et « panoramiques » soient techniquement des photos, elles sont en réalité projetées et construites comme des peintures, comme des tableaux. « La Photo-peinture » participe à la création d'un nouveau genre dans l'art contemporain.
Les tableaux photographiques de cette série ont un espace scénique à fond sombre, rempli par des acteurs personnages venus de la rue parisienne, mélangés avec des modèles nus, des animaux, des éléments de natures mortes et d’un nombre infini de petits objets jonchant le sol et les murs de l'espace scénique.
Le système de mise en scène d’un théâtre mental permet à l'artiste de rompre avec les images photographiques classiques, pour créer un espace métaphysique paradoxal, dans lequel chacun des personnages, comme dans un opéra, joue son rôle tout en restant un élément indépendant, associé à d'autres par la seule volonté de l'artiste.
En 2009 Anton Solomoukha continue d'utiliser la référence à l’art classique dans son projet Le Petit Chaperon Rouge visite Tchernobyl. Cette méthode de l'« allégorie ironique » lui permet de fabriquer des réminiscences de peintures du Louvre dans les décors morbides de la catastrophe de Tchernobyl.

## Musées
- Musée des Beaux-Arts de Mons (Belgique)
- Peintures Françaises du Musée Ludwig (Allemagne)
- Leopold Hoesch Museum (Allemagne)
- Musée d’Art moderne (Sarajevo, Bosnie)
- Musée Cosmo Hôtel (Hong-Kong, China)
- New-York Academy of Art (NYC, USA)
- Fondation Dosne -Thiers (France)
- Rally Museum (Israël)
- Musée Norton Dodge (Maryland USA)
- NCCA National Center for Contemporary Arts, (Moscow, Russia)
- UIMA Ukrainian Institute of Modern Art (Chicago, USA)
- Musée d'Art Moderne d’Ukraine (Kiev, Ukraine)